# 保衛塞瓦斯托波爾獎章
保衛塞瓦斯托波爾獎章（俄语：Медаль «За оборону Севастополя»）是蘇聯在1942年12月22日由蘇聯最高蘇維埃主席團頒令設立的一種戰役獎章，以嘉許及認可蘇聯平民及軍事人員在1941年10月30日至1942年7月4日的塞瓦斯托波圍城戰期間對納粹德軍及羅馬尼亞軍的艱苦及英勇抗戰。有5万多人被授予了保衛塞瓦斯托波爾獎章。

## 頒授情況
保衛塞瓦斯托波爾獎章授予給所有參與塞瓦斯托波爾保衛戰的紅軍、紅海軍及內務人民委員部隊的軍事人員，以及參與保衛戰的平民。
此獎章是以蘇聯最高蘇維埃主席團的名義頒授，根據所在部隊主官、軍事醫療機構主管、地區或城市政府有關其實際參與情況的文件而頒發。
現役人員的獎章由其部隊主官頒授，退役人員從所在社區的分區、城市或地區軍事委員獲得其獎章，平民獲獎者則由城市或地區人民代表大會頒授；與獎章同時頒發的還有一張證書。
對於在戰役中陣亡或在獎章設立前去世的獲獎者，此獎章將追授予其家人。

## 勳章制式
保衛塞瓦斯托波尔獎章採用五邊形綬帶，主體為直径32mm的黄铜制圓形獎章，兩側有兩側凸起邊緣。
獎章正面有一个直径22毫米的圆框，圆框中間為一個紅海軍水兵及一個紅軍士兵向左方望的头像；圆框外左边写着“为了保卫”(俄语：«ЗА ОБОРОНУ»)；右边写着“塞瓦斯托波尔”(俄语：«СЕВАСТОПОЛЯ»)；中间有一枚五角星分隔。底部為一个海军军锚，军锚上还有两门加农炮的炮尾。加农炮穿过中间的圆形，在上方探出炮口，以顯示塞瓦斯托波尔是一个海军基地的特色。
獎章背面的上方為锤子与镰刀标志，下方為俄文「為了我們的蘇維埃祖國」
保卫塞瓦斯托波尔奖章使用宽24毫米的浅橄榄色波纹绸，中间有一条宽2毫米的深蓝色竖纹。
保卫塞瓦斯托波尔奖章一般佩戴在左胸，當存在其他蘇聯勳章獎章時，應配戴在保衛敖德薩獎章之後，保衛史達林格勒獎章之前。
如果佩戴了其它俄羅斯聯邦勳章或獎章，則後者具有優先權。

## 獲獎者（部分）
以下為保卫塞瓦斯托波尔奖章的部分獲獎者（以最高軍銜排列）：
- 蘇聯元帥瓦西里·伊萬諾維奇·彼得羅夫
- 蘇聯海軍元帥伊萬·斯捷潘諾維奇·伊薩科夫
- 大將伊萬·葉菲莫維奇·彼得羅夫
- 海軍上將列夫琴科（英语：Gordey Levchenko）
- 物理學家阿纳托利·彼得罗维奇·亚历山德罗夫

## 延伸閱讀
- 塞瓦斯托波爾圍城戰 (1941年—1942年)
- 塞瓦斯托波爾

## 外部連結
- Legal Library of the USSR（页面存档备份，存于）
- Указ Президиума Верховного Совета СССР «Об учреждении медалей «За оборону Ленинграда», «За оборону Одессы», «За оборону Севастополя» и «За оборону Сталинграда» и награждении этими медалями участников обороны Ленинграда, Одессы, Севастополя и Сталинграда» от 22 декабря 1942 года （页面存档备份，存于） // Ведомости Верховного Совета Союза Советских Социалистических Республик : газета. — 1942. — 30 декабря (№ 47 (206)). — С. 1.